# Talal Al-Meshal
Talal Saeed Y. Al-Meshal (en árabe: طلال المشعل‎) (Yeda, Arabia Saudita, 7 de junio de 1978) es un exfutbolista saudí que jugaba en la posición de delantero.

## Clubes
| Club                        | País           | Año       |
| --------------------------- | -------------- | --------- |
| Al-Ahli Saudi Football Club | Arabia Saudita | 1996-2005 |
| Al-Nassr Football Club      | Arabia Saudita | 2006-2007 |
| Al-Markhiya Sports Club     | Catar          | 2007-2008 |
| Al-Ittihad Jeddah Club      | Arabia Saudita | 2008-2010 |
| Al-Raed Saudi Football Club | Arabia Saudita | 2010-2011 |